# Potentinusschrein

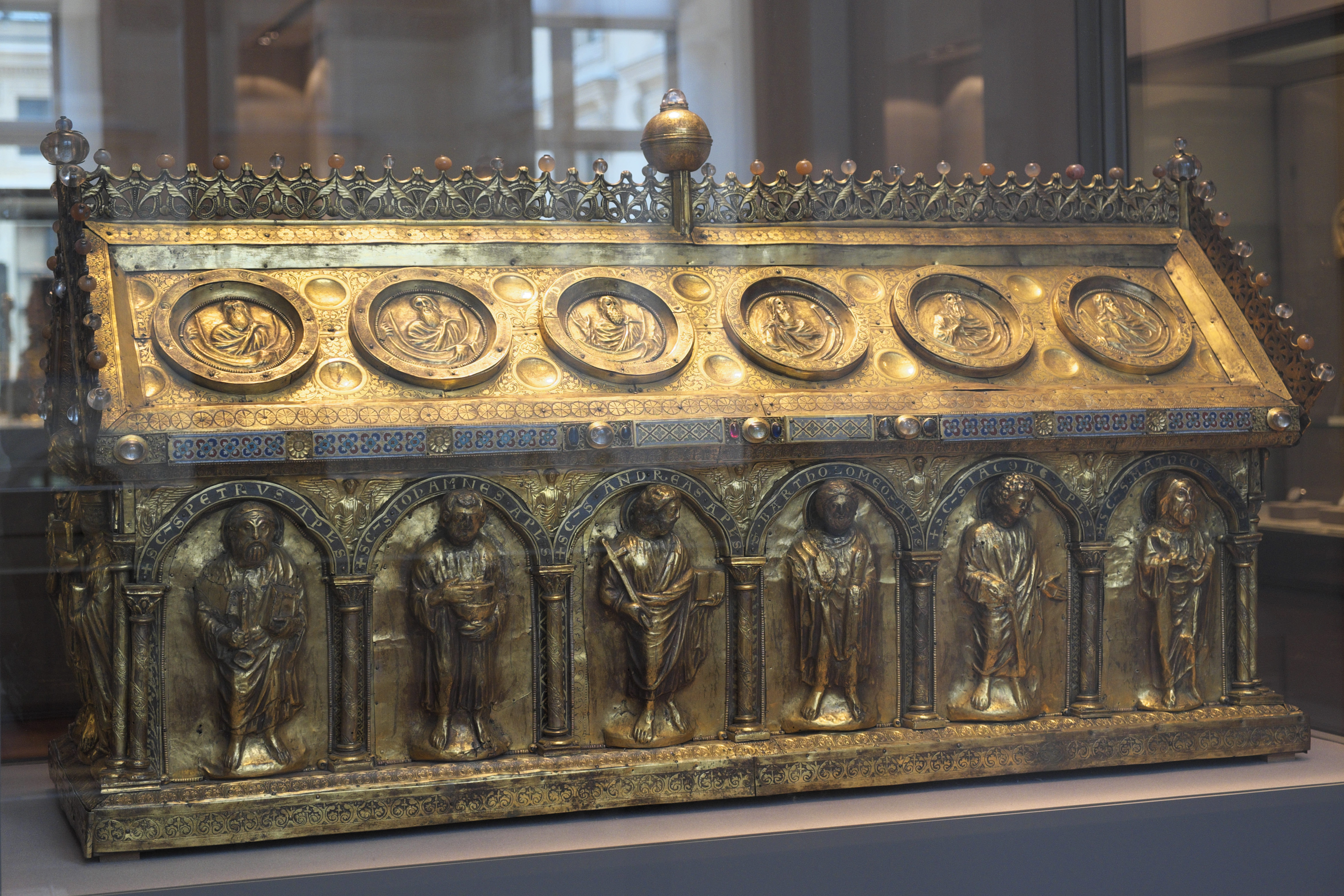
Potentinusschrein im Louvre

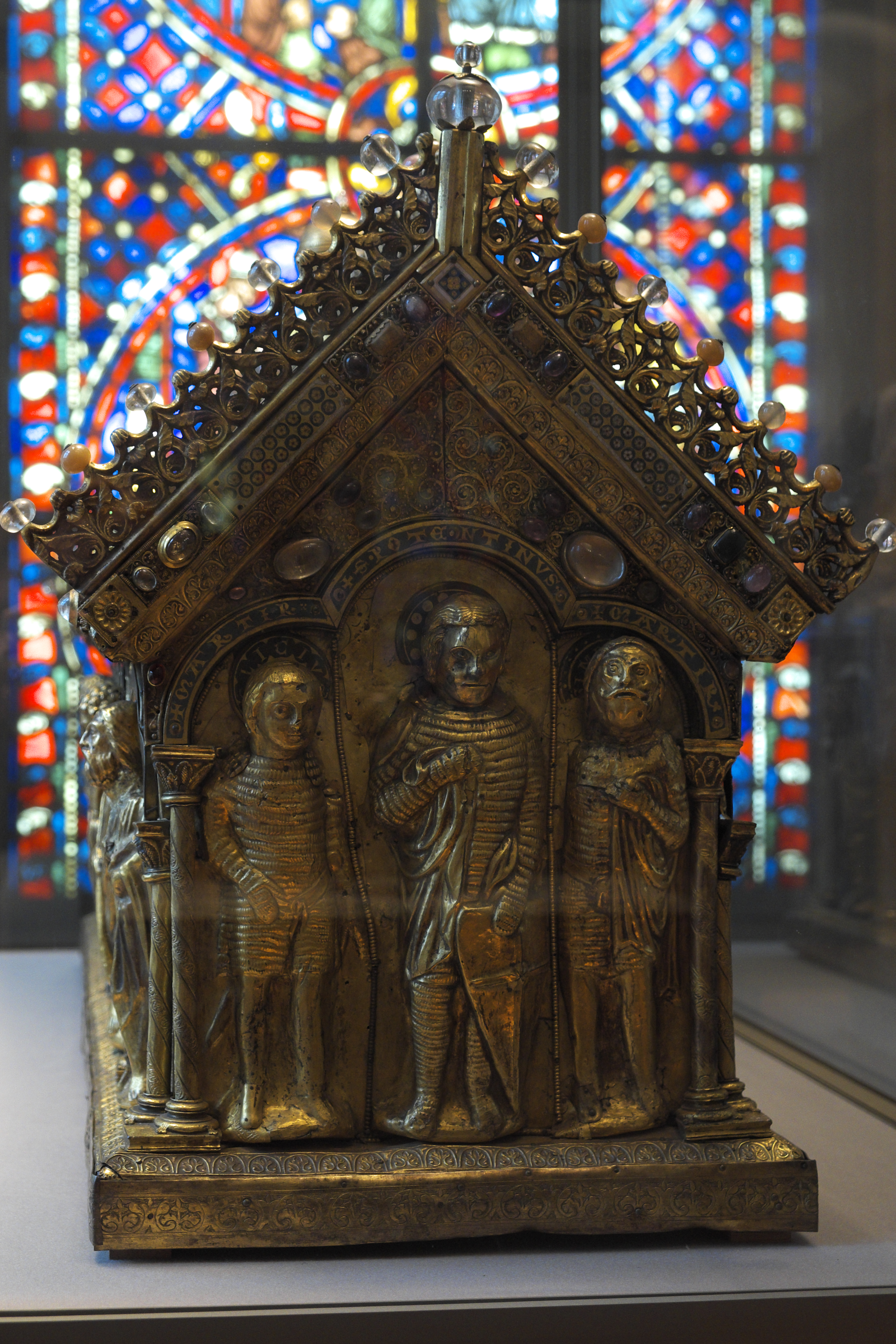
Giebelseite

Der Potentinusschrein ist ein Reliquienschrein, der heute in der Kunstgewerbesammlung des Louvre (Département des Objets d'art du Moyen Âge, de la Renaissance et des temps modernes) in Paris ausgestellt wird. Er stammt ursprünglich aus der Kirche St. Maria und Potentinus des ehemaligen Prämonstratenserklosters Steinfeld in der Gemeinde Kall im nordrhein-westfälischen Landkreis Euskirchen und wurde in der Zeit um 1220 bis 1230 im Trierer Raum geschaffen.

## Geschichte
Potentinus, ein aus Aquitanien stammender Adeliger, soll nach der Legende mit seinen Söhnen Felicius und Simplicius im 4. Jahrhundert als Pilger nach Trier gekommen sein. Maximin, der Bischof von Tier, sandte Potentinus nach Karden an der Mosel zum heiligen Castor, der vermutlich ebenfalls aus Aquitanien stammte. Gemeinsam sollen sie in Karden ein Kloster gegründet haben, in dem Potentinus und seine Söhne bis zu ihrem Tode lebten.
Um 920 ließ Graf Sibodo von Hochstaden die Gebeine des heiligen Potentinus und seiner Söhne von Karden nach Steinfeld überführen, wo er ein Benediktinerinnenkloster gründen wollte. 1097 übernahmen Augustiner-Chorherren das Kloster, 1138 schloss es sich den Prämonstratensern an. Die Prämonstratenser gaben den prächtigen Schrein für den Heiligen in Auftrag, dem auch ihre Klosterkirche geweiht war.
Als das Linke Rheinufer während der Napoleonischen Kriege unter französische Herrschaft kam, wurde Kloster Steinfeld 1802 aufgelöst und der Potentinusschrein nach Paris gebracht. Seit 1828 wird der Schrein im Louvre aufbewahrt.

## Beschreibung
Der Schrein ist aus vergoldetem Kupfer gearbeitet. Verschiedene Bearbeitungstechniken, die bereits Ende des 12. Jahrhunderts im Rhein-Maas-Gebiet verbreitet waren wie Treib- und Filigranarbeit, Gravur und Grubenschmelz, wurden dabei angewendet.
An den Längsseiten des Schreins sind die zwölf Apostel dargestellt. Sie stehen unter Arkaden mit Dreipassbögen, auf denen ihre Namen „SC-S. PETRVS. APLS., SC-S. IOHANNES. APLS., SC-S. ANDREAS. APLS., S. BARTHOLOMEOS. APLS., SC-S. IACOBE. APLS., SC-S. MATHEOS. APLS., SCS. SIMON. APLS., PHILIPPVS. APLS., SC-S. IVDAS. APLS., SANCTVS IACOBVS., SANCTVS THOMAS., ANCTVS PAVLVS.“ eingeschrieben sind. Auf dem Dach umrahmen Medaillons die Büsten der Propheten, die Schriftbänder in den Händen halten. Auf den Rahmen der Medaillons sind ihre Namen „OSEA., BARVCH., DAVID., JACOB., ISAAC., IONAS., MALACHIAS., EZECHIEL., ABRAHAM. PPHA., YSAIAS. PPHA., IEREMIAS PPHA., DANIEL PPHA.“ zu lesen.
An einer Giebelseite ist in der Mitte Jesus dargestellt, umgeben von Maria und dem heiligen Augustinus von Hippo. Die Figuren stehen unter von Säulen gerahmten Kleeblattarkaden mit der Inschrift ihrer Namen „SCA MARIA, IHS XPS E., S. AUGVSTIN.“ An der anderen Giebelseite sind in gleicher Weise der heilige Potentinus und seine Söhne Felicius und Simplicius, ebenfalls mit der Inschrift ihrer Namen „S. POTENTINVS, (S. FE)LICIVS MARTIR, MARTIR SIMP(LICIVS)“, dargestellt.

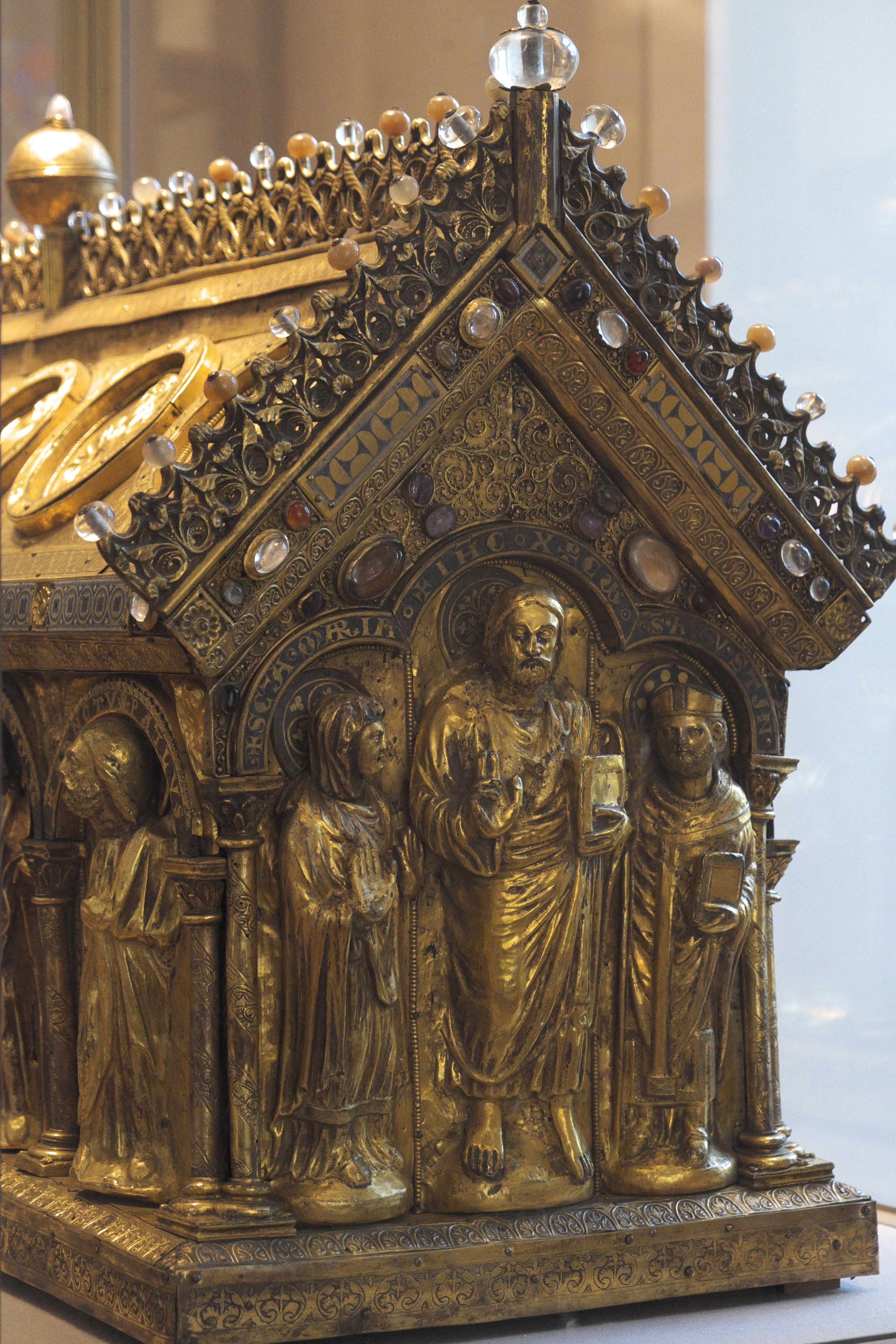
Giebelseite mit der Darstellung von Jesus, Maria und Augustinus
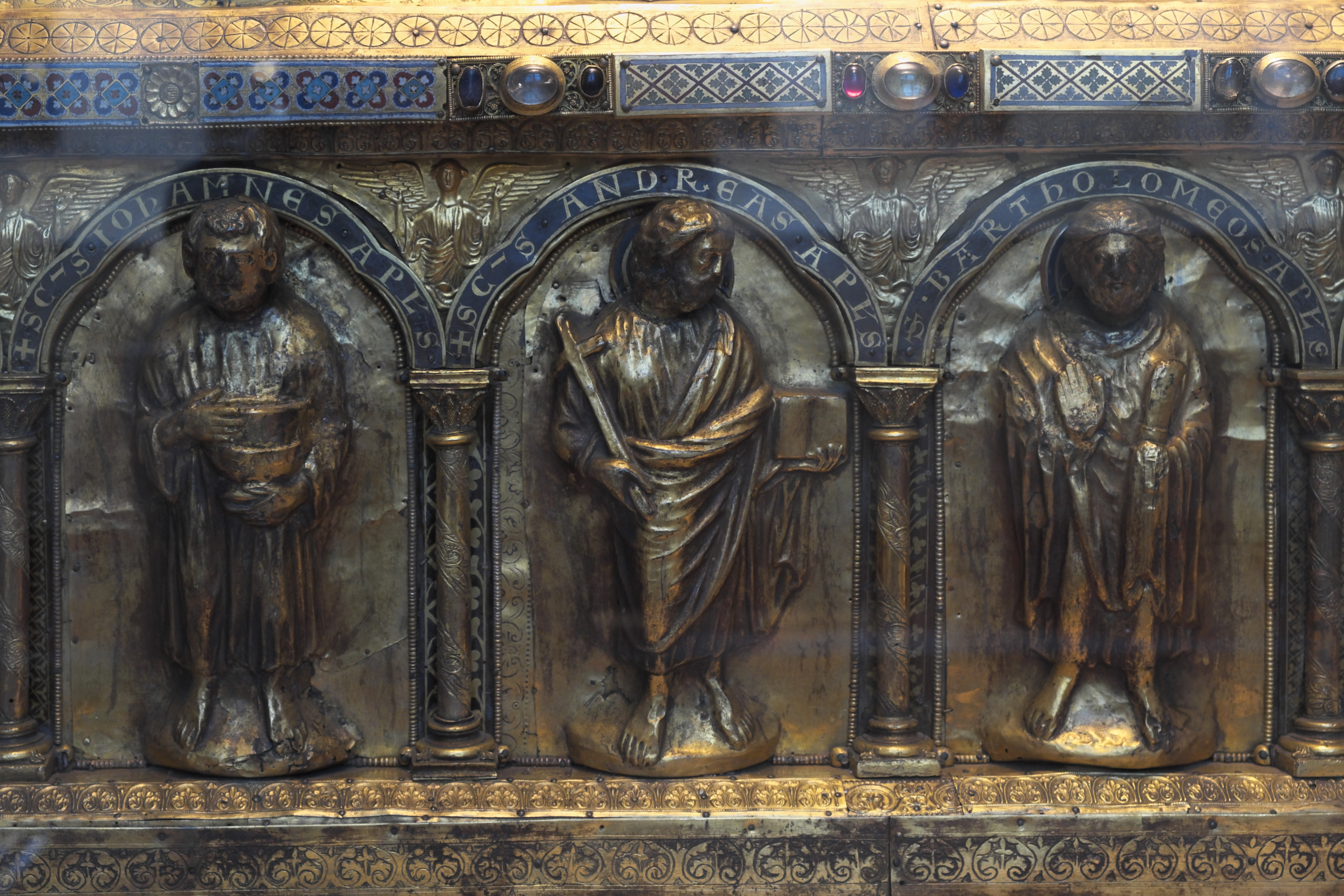
Längsseite mit Aposteldarstellungen
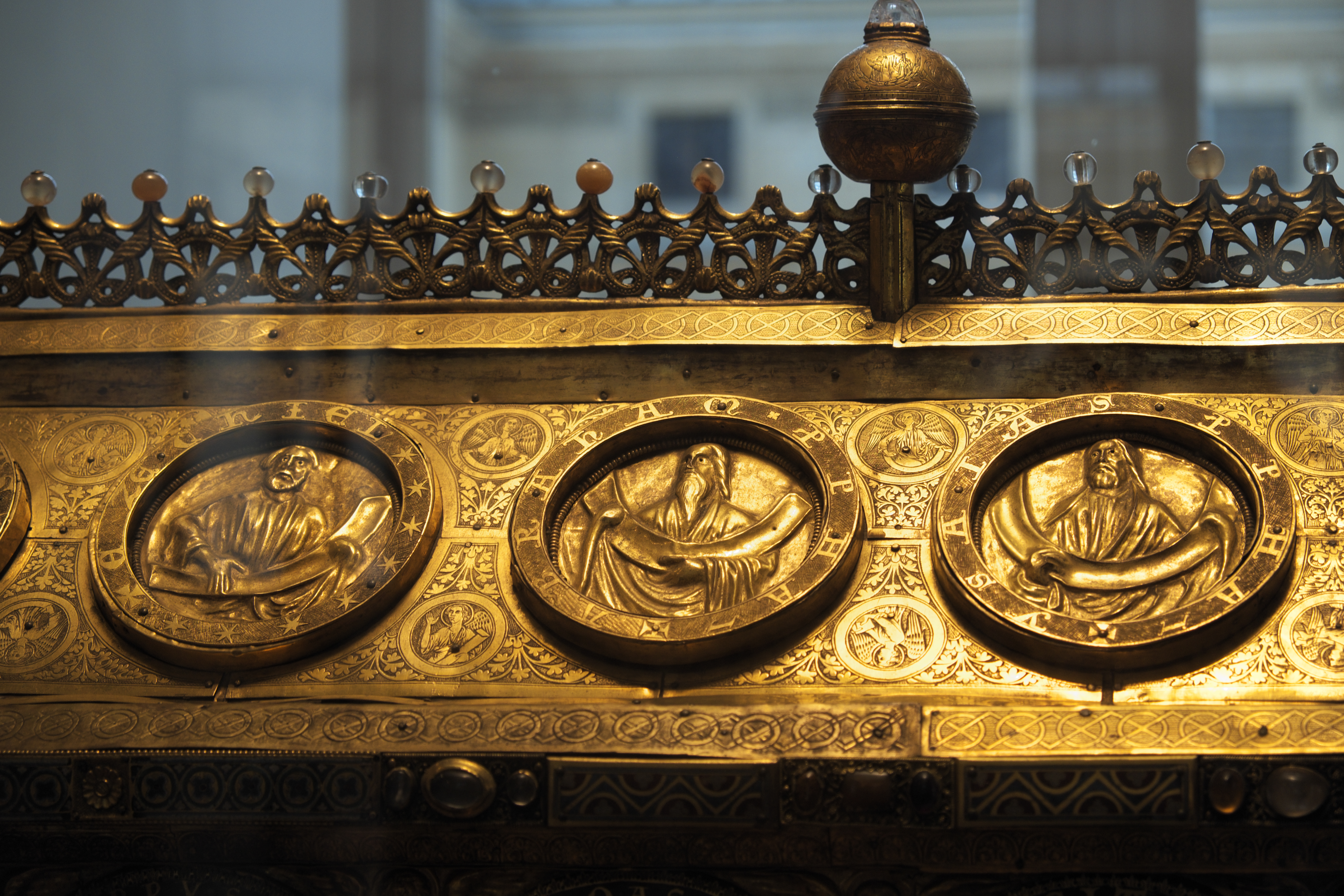
Dach mit Büsten der Propheten
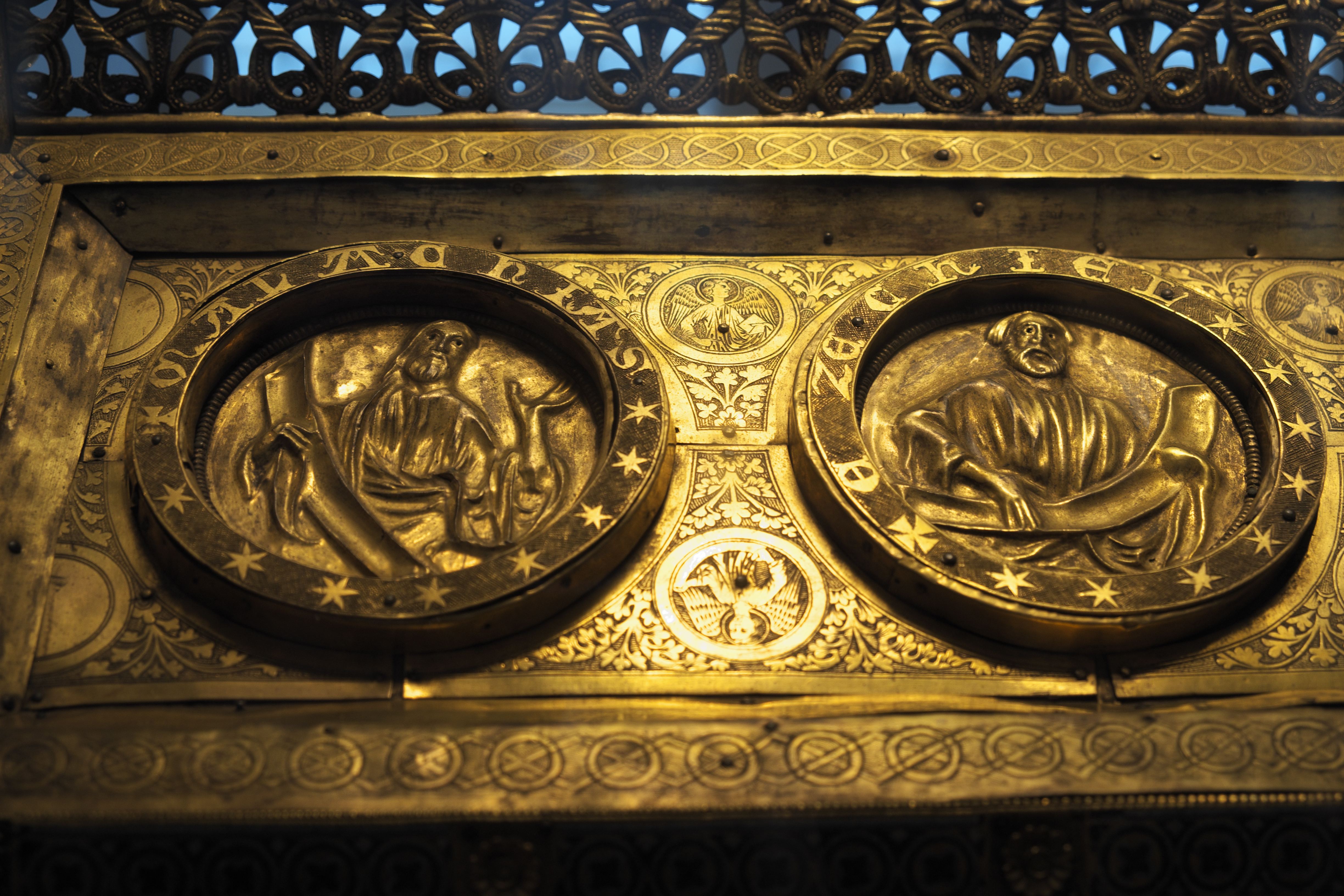
Propheten mit Schriftbändern
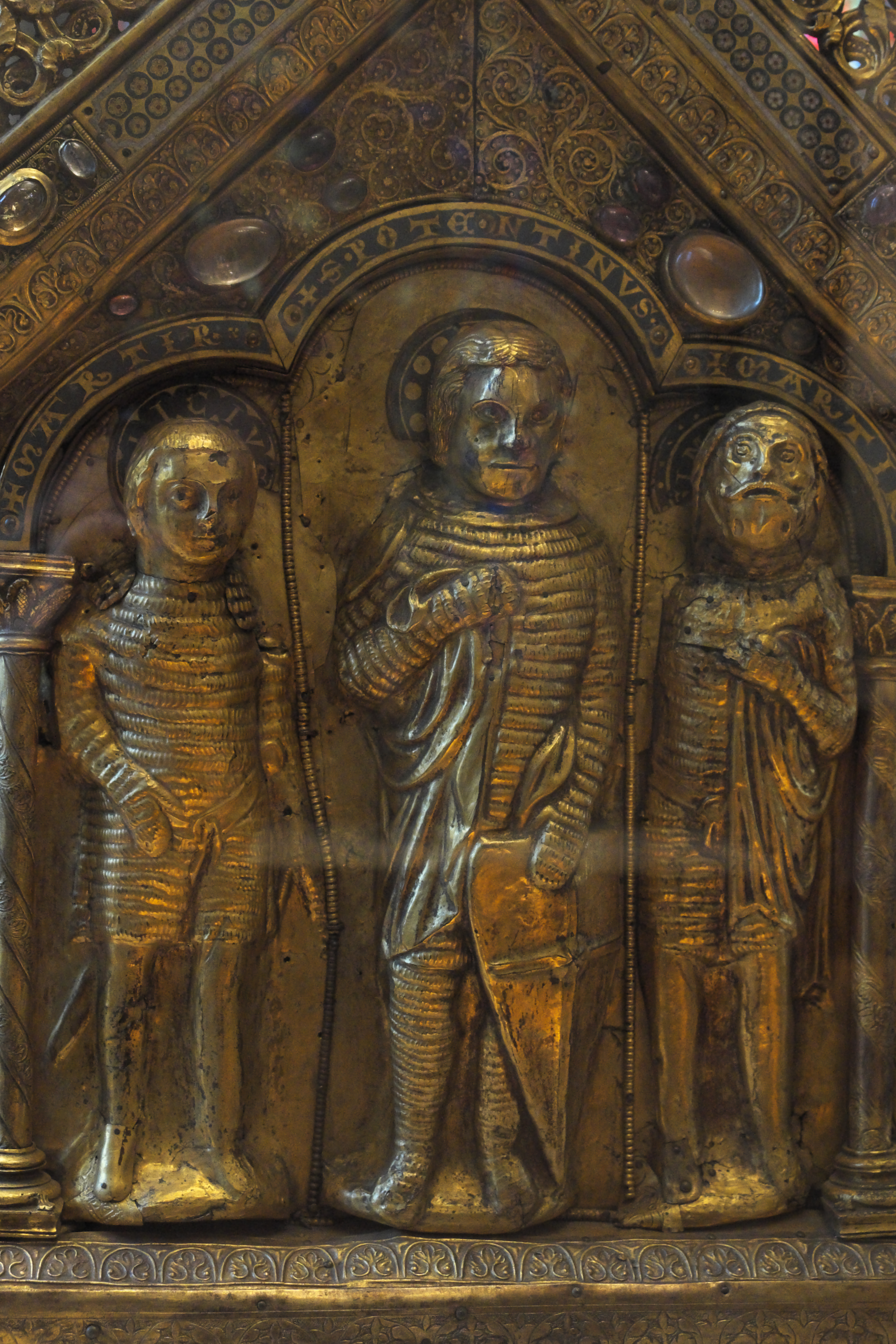
Heiliger Potentinus mit seinen Söhnen Felicius und Simplicius